# Idaios (Korybant)
Idaios (altgriechisch Ἰδαῖος Idaíos) ist in der griechischen Mythologie der Führer der kretischen Korybanten.
Der spätantike Dichter Nonnos von Panopolis nennt ihn im 4. Jahrhundert in seinen Dionysiaka unter den Begleitern des Dionysos auf dessen Zug nach Indien.